# 內藤玲
內藤玲（日语：／ Naitō Ryō，1974年6月22日—），日本男性聲優。尾木Pro THE NEXT所屬，大阪府出身。

## 演出作品

### 電視動畫
- 遊戲王怪獸之決鬥（御伽龍兒）
- 極速方程式（源奈臣）
- 舊獵人（病犬）
- 地獄少女（室井神一）
- 網球王子（太田翔、泉智也、金色小春）
- 新網球王子（金色小春）
- 浪客劍心（宗介、阿知）
- 魔法少年賈修（野口）
- 雪之女王（船員）
- 家庭教師HITMAN REBORN!（城島犬）
- 死亡筆記（松田桃太）
- 悲慘世界 少女珂賽特（雷格爾）
- 玩偶遊戲（相模玲）
- 魁!!天兵高校（竹之內豐）
- GA 藝術科美術設計班（保村）
- 死亡筆記本（松田桃太）
- 眾神中的貓神（玄）
- 宇宙兄弟（古谷靖）
- KILL la KILL（矢車草之助）
- 游戏王5D's（強恩）

1994年
- 小紅帽恰恰（姆拉·馬撒、利亞的哥哥B）

1996年
- 烏龍派出所（大金一男、日向健一、岩渕龍平、神部、中野秀明、GENIUS 其他）
- 水色時代（好友、渡邊中船長、男性）
- 孩子們的遊戲（相模玲）

1997年
- 麵包超人（和聲君、禮拜堂君、康太君、疾病三兄弟的老三）
- 電光快車俠（山手線列車、柏林拿特快車）

1998年
- 抓狂一族（花丸木、阿福的父親、地獄君）
- 反斗小王子（卡塔比、彼得〈第2代〉、星野爸爸〈第2代〉、小心先生、烏克麗麗先生 等）
- 櫻桃子劇場 可吉可吉（安彥〈青年時代〉、文學少男、年輕人B、梅八的父親、家來B、虎之進）
- 失落的宇宙（部下B）

1999年
- 徽章戰士（阿形光／怪盜雷托德／宇宙徽章人X、難鐵）

2001年
- 戀愛占卜師（泰造）
- 破壞魔定光（自衛官）

2002年
- 尋找滿月（作田、町田）
- 哨聲響起（澀澤克朗）
- 6/17秀逗美眉（醫師、部下A）

2004年
- 次元艦隊（柏原秀行一尉、梨田健治 等）

2005年
- 搞笑漫畫日和（松尾芭蕉、豬八戒、腹話術的二階堂等）
- 銀牙傳說WEED（奈羅、武流：鬥牛犬）
- 涼風（小早川健二、教師、相聲師傅）

2006年
- 搞笑漫畫日和2（松尾芭蕉、ナレーション、とんちの神、荒川の子分、ロマンス渚 他）
- 我們的存在（醫生）

2008年
- 吸血鬼騎士（男性）
- 搞笑漫畫日和3（平田の師匠、太子の部下、ナレーション、松尾芭蕉、夢野カケラ 他）

2009年
- 元氣媽媽（全世界的人們、惡人、大叔、大地同學的爸爸、老人 等）

2010年
- 搞笑漫畫日和+（ナレーション、うさおA、うさおB、銭湯の客、近藤勇、松尾芭蕉、ザ・健脚君、鈴木太郎 他）
- Heartcatch 光之美少女！（佐藤一二三）

2012年
- Smile 光之美少女！（糖果店店員）

2013年
- 蟲奉行（鐵丸）

2015年
- 暗殺教室（岡島大河）
- DD北斗之拳2（修武）

2016年
- 暗殺教室 第2期（岡島大河）
- 熊巫女（松叔）
- 烏龍派出所 THE FINAL 兩津勘吉最後的一天（鎮民們）

2017年
- 動作女英雄啦啦水果（ナンカイクン）
- 地獄少女 宵伽（室井伸一）
- THE REFLECTION（青年）

2018年
- 甜心戰士 Universe（波奇校長夫人）

2019年
- 擅長捉弄人的高木同學2（零食店的老爺爺）

2021年
- 戰鬥員派遣中！（知のリスタ）

2023年
- 名偵探柯南（犬丸二朗）

2025年
- 搞笑漫畫日和GO（松尾芭蕉[1]）

### 電影版動畫
- 烏龍派出所電影版（回想裡面的國中生）
- 秒速五公分
- 劇場版 擅長捉弄人的高木同學

### OVA
- 網球王子（金色小春）
- KAKURENBO（ノシガ（野獅我））
- R.O.D -READ OR DIE-（弗蘭奇）

2016年
- 熊巫女（松叔）

### 廣播劇CD
- 每日晴天!（阿蘇芳勇太）

## 外部連結
- 公式プロフィール （页面存档备份，存于）
- 本人ブログ （页面存档备份，存于）

1. ↑  . Comic Natalie. 2024-12-04  [2024-12-04]. （原始内容存档于2024-12-27） （日语）.